# 観塘線

以前の港鉄 (MTR)の路線図

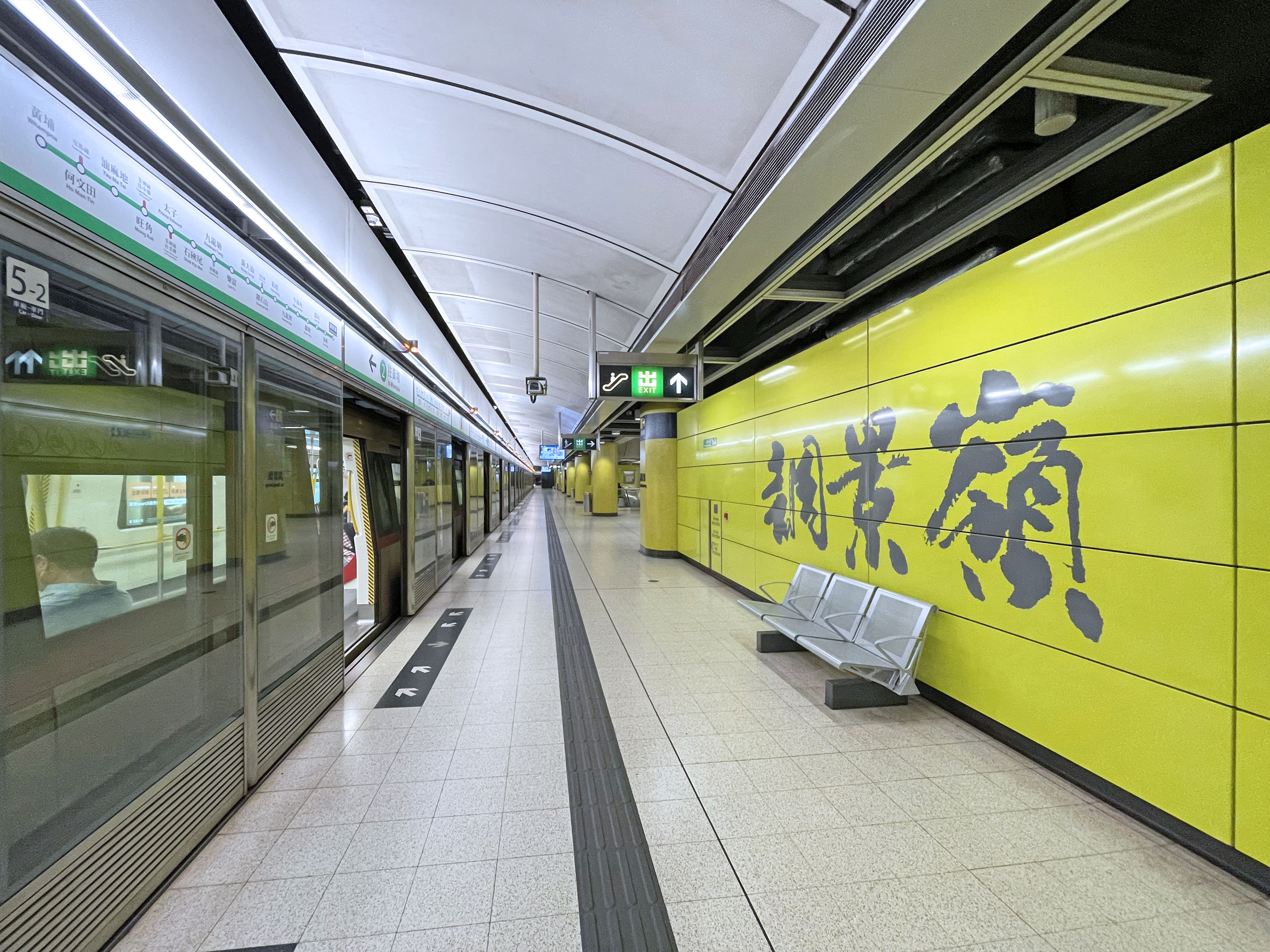
調景嶺駅 観塘線ホーム

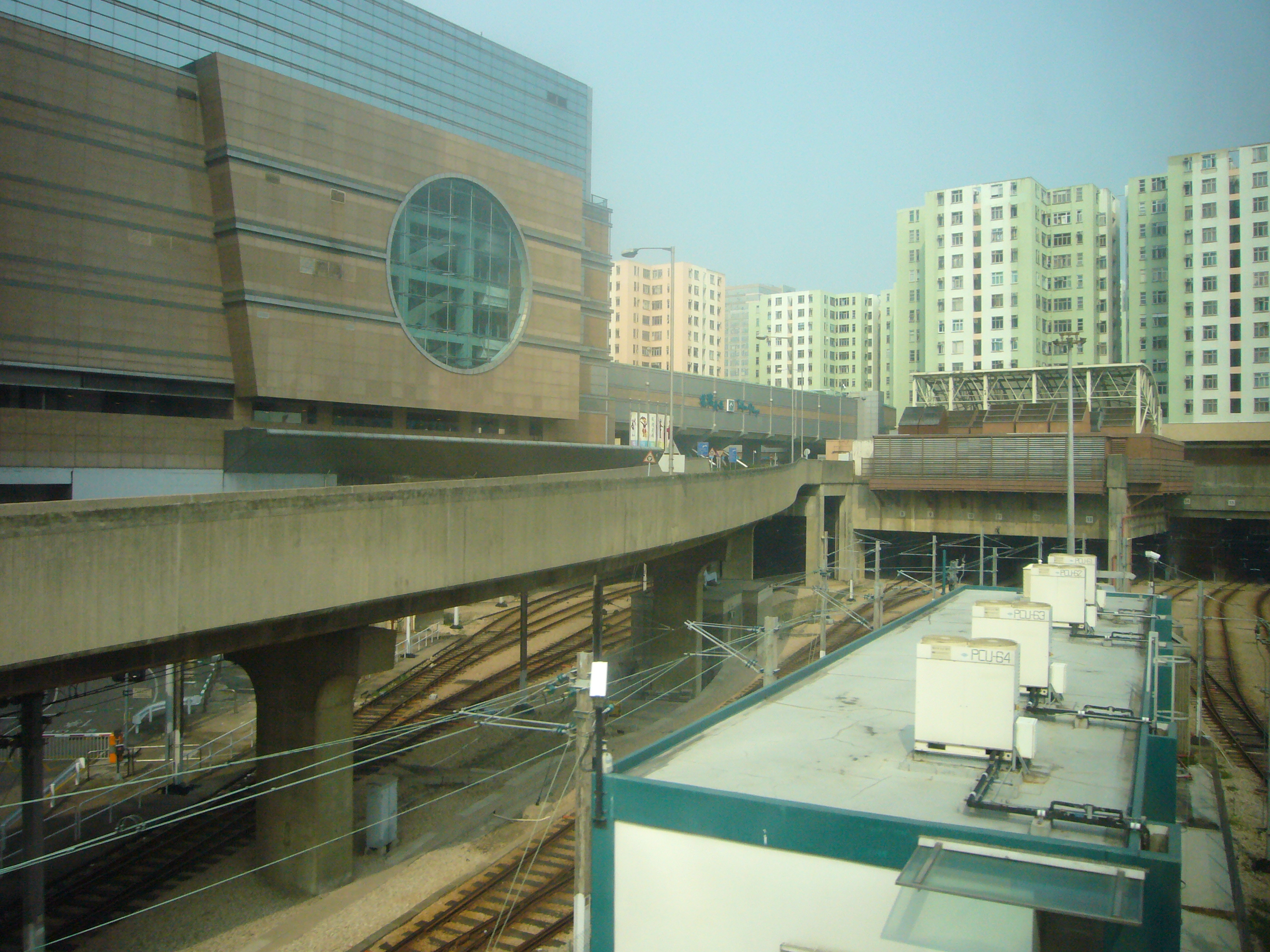
九龍湾車両基地及び徳福広場

観塘線（かんとうせん）は香港九龍九龍城区紅磡にある黄埔駅と香港新界西貢区将軍澳にある調景嶺駅を結ぶ香港鉄路有限公司（港鉄（MTR））の鉄道路線である。ラインカラーは■緑色。

## 路線データ
- 路線距離（営業キロ）：11.2 km
- 軌間：1,432 mm[要出典]
- 駅数：17
- 複線区間：何文田 - 調景嶺
- 単線区間：黄埔 - 何文田
- 電化区間：全線（直流 1,500 V 架線集電方式）
- 閉塞方式：車内信号閉塞式（ATP）
- 車両基地：九龍湾車両基地
- 地上区間：彩虹駅 - 藍田駅間
- 走行方向
  - 左側通行：旺角 - 調景嶺
  - 右側通行：油麻地 - 黄埔

## 概要
観塘線は九龍市街の北側を走る路線、香港で最初に完成した路線でもある。紅磡地区の黄埔から、九龍側の中心である油麻地、香港の中でも古くから開発されてきたニュータウンの九龍湾や観塘を通りながら、西貢区の調景嶺までを結ぶ。
路線の大部分が超高層アパートメントの立ち並ぶ高層住宅街を走るが、九龍湾から油塘までは海運倉庫や、展示施設の国際展貿中心（International Trade & Exhibition Centre）など大規模施設が建設されている。九龍湾 - 藍田間は高架鉄道になっている。また九龍塘駅では沙田や上水駅などの新界北部や、また深圳（羅湖口岸）を経て中国本土へ続く東鉄線（元九広鉄道英段）への乗換駅となっている。
2024年現在、17駅中8駅が他路線との乗換駅となっている。なお、九龍湾駅、牛頭角駅および観塘駅は高架駅、藍田駅および油塘駅は地上駅、その他の駅は地下駅となっている。

## 歴史

### 早期計画
1975年11月、香港政庁から観塘線（石硤尾駅 - 観塘駅間）および荃湾線（旺角駅 - 中環駅間）の建設許可が下り、4年間の工事を経て、1979年10月1日に開通した。この時点での列車は4両編成で、路線図上にはラインカラーとして■赤色で表された。
引き続き、1979年12月16日には路線が尖沙咀まで延長されたが、油麻地駅と旺角駅は駅部分の工事が遅れ、12月22日と12月31日にそれぞれ開業した。
1980年2月12日には、MTRの列車は初めてビクトリア・ハーバーを海底トンネルで通過して香港島側の中環方面に至る路線の延伸工事を完了し、香港の交通政策におけるマイルストーンとなった。1980年2月16日には、旅客の増加により、連結両数を6両編成に変更した。

### 荃湾線開業
1982年4月26日には、新たに荃湾線が開通する事になり、荃湾線との路線名調整が行われ、荃湾線から中環駅に至る路線を荃湾線と呼び、観塘駅から油麻地駅に至る路線を観塘線と呼ぶ事になった。また、観塘線の列車は、荃湾線油麻地駅の下に新たにホームが設置され、ここが終点とされた。また中環から観塘方面に向かう乗客は、旺角駅での乗り換えが必要になった。ラインカラーも■緑色に変更された。
5月10日、荃湾線は一部の駅を残して暫定開業した。暫定開業期間中、中環駅から佐敦駅までの乗客が観塘線に乗り換える場合は旺角駅で、茘景駅から荃湾線の各駅から観塘線に乗り換える場合は、太子駅での乗り換えが必要となった。5月17日に、開業の遅れていた太子駅から茘湾駅（現在の美孚駅）までの5駅の営業が開始されて正式開業となり、油麻地駅が観塘線の終点になるとともに、旺角駅と太子駅が荃湾線との同一ホームによる乗換駅となった。

### 東区海底トンネル
1984年、香港政庁では、東側に新たに2本目の海底トンネル（東区海底トンネル）建設を決定した。MTRでは、鉄道用としてのトンネル使用権を政府より獲得し、1989年の完成とともに使用を開始した。観塘線の終点は、トンネル開通に合わせて8月6日より香港島の鰂魚涌駅に変更され、港島線とも乗り換え可能となった。また、新たに藍田駅が10月1日に開業した。それに先立つ1986年5月22日には、乗客数の増加、特に九龍塘駅でのKCRからの乗り換え客の増加に伴い、連結両数を8両編成に変更し、現在に至っている。

### 東南九龍発展延長線計画
1997年の計画によると、啓徳空港跡地の埋め立て工事終了後、観塘線を油麻地駅より東側に延伸し、何文田を経由して埋め立て地を通り牛頭角駅に達する路線新設計画を検討していた。計画段階では東九龍線と呼ばれた。この延伸計画が実現していたなら、觀塘線は「9」の字形的路線になる可能性があった。
しかしながら、2004年に啓德空港跡地の大規模埋め立てを行わないとする開発計画の変更に伴い、この計画も立ち消えとなってしまった。

### 将軍澳線開業
2001年9月27日、観塘線は将軍澳線の開業に備えて北角駅まで延伸開業した。2002年8月4日には、観塘線の終点が香港島から九龍半島側に変更され、将軍澳線の油塘駅が終点に変更された。続く8月18日には、将軍澳線が正式開通し、観塘線の列車は調景嶺駅まで延長されるとともに、将軍澳線は観塘線が使用していた東区海底トンネルを通って北角駅を終点とする路線に変更された。この結果、藍田駅からトンネル方面に向かう路線の営業は廃止され、回送用路線となった。

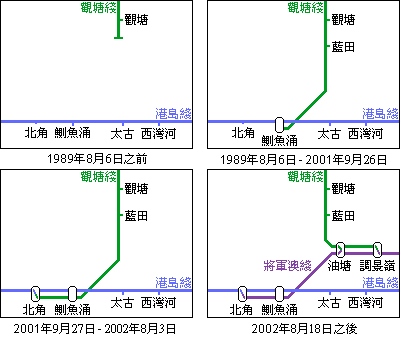
1984年から現在までの観塘線の線路変更状況

### 観塘線延伸
2016年10月23日、九龍城区の黄埔（ワンポア）駅まで延伸開業し、途中駅として何文田駅が設置された。開業に先立ち、8月21日にダイヤ改正を行い、開業までの間油麻地 - 黄埔間は回送扱いとして運行されていた。
何文田 - 黄埔間は、建設限界の関係上単線で開業した。開業後の平日朝夕ラッシュ時及び土休日の日中は、約半数の列車が何文田止まりとなり、黄埔方の引上線を使って折り返す。平日ラッシュ時の旅客列車は4分間隔で、土休日の日中は5分間隔で運行され、それ以外の時間帯は、すべての旅客列車が黄埔まで乗り入れる。
なおこの区間は、油麻地駅の特殊な構造のため右側通行となっている。 

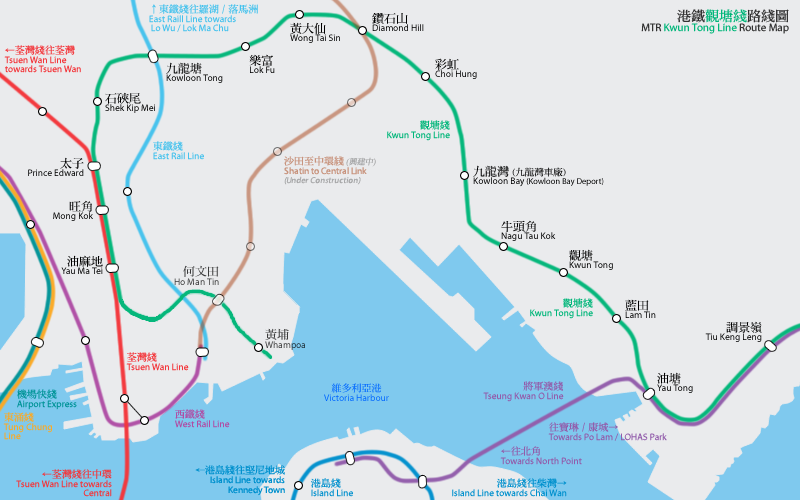
観塘線路線図

## 使用車両

### 現在の車両
- イギリス製メトロキャメル電車：8両1編成（開業時は4両，1980年から6両、1986年から現在まで8両）1998年 - 2001年の間に全面更新を実施。
  - AXXX - 先頭車（モーター車）
  - BXXX - 中間車 （モーター車）
  - CXXX - パンタグラフ付中間車（モーター車）
  - DXXX - 中間車（モーターなし）

| ←（油麻地方面）                                                                                       | メトロキャメル電車編成図 | （調景嶺方面）→ |
| |                          |                 |
| AXXX（奇数番号） - CXXX（奇数番号） - DXXX - BXXX - CXXX - DXXX - CXXX（偶数番号） - AXXX（偶数番号） |                          |                 |

- 中国製市区線中国製電車：8両編成。
  - AXXX - 先頭車（モーターなし）
  - BXXX - 中間車 （モーター車）
  - CXXX - パンタグラフ付中間車（モーター車）

| ←（油麻地方面） | 市区線中国製電車編成図 | （調景嶺方面）→ |
| |                        |                 |
| A3XX（奇数番号） - C3XX（奇数番号） - B3XX（奇数番号） - B8XX - C8XX - B3XX（偶数番号） - C3XX（偶数番号） - A3XX（偶数番号） |                        |                 |

### 過去の車両
- 韓国及び日本製のRotem電車：8両1編成。13編成が在籍し韓国・ロテム及び日本・三菱電機が共同製造。2002年4月末から投入された。現在は全ての車両が将軍澳線に転属している。

- - A3XX - 先頭車（モーターなし）
  - B3XX/B8XX - 中間車 （モーター車）
  - C3XX/C8XX - パンタグラフ付中間車（モーター車）

| ←（油麻地方面）                                                                                       | Rotem電車編成図 | （調景嶺方面）→ |
| |                 |                 |
| A3XX（奇数番号） - C3XX（奇数番号） - B3XX - B8XX - C8XX - B3XX - C3XX（偶数番号） - A3XX（偶数番号） |                 |                 |

## 駅一覧
- 駅名欄の背景色が■で、駅名が斜体字で表示されている駅は未開業の駅であることを表す。

| 駅名 | 駅名         | 駅名         | 駅名          | 開業年月日     | 駅間キロ (km) | 累計キロ (km) | 乗り換え  | 所在地          | 所在地   |
| 日本語 | 繁体字香港語 | 簡体字中国語 | 英語          | 開業年月日     | 駅間キロ (km) | 累計キロ (km) | 乗り換え  | 所在地          | 所在地   |
| --- | ------------ | ------------ | ------------- | -------------- | ------------- | ------------- | --------- | --------------- | -------- |
| 調景嶺駅 | 調景嶺站     | 调景岭站     | Tiu Keng Leng | 2002年8月18日  | -             | 0.00          | ■将軍澳線 | 香港 特別行政区 | 西貢区   |
| 油塘駅 | 油塘站       | 油塘站       | Yau Tong      | 2002年8月4日   | 2.09          | 2.09          | ■将軍澳線 | 香港 特別行政区 | 観塘区   |
| 藍田駅 | 藍田站       | 蓝田站       | Lam Tin       | 1989年10月1日  | 1.13          | 3.22          |           | 香港 特別行政区 | 観塘区   |
| 観塘駅 | 觀塘站       | 观塘站       | Kwun Tong     | 1979年10月1日  | 0.92          | 4.14          |           | 香港 特別行政区 | 観塘区   |
| 牛頭角駅 | 牛頭角站     | 牛头角站     | Ngau Tau Kok  | 1979年10月1日  | 0.86          | 5.00          |           | 香港 特別行政区 | 観塘区   |
| 九龍湾駅 | 九龍灣站     | 九龙湾站     | Kowloon Bay   | 1979年10月1日  | 1.14          | 6.14          |           | 香港 特別行政区 | 観塘区   |
| 彩虹駅 | 彩虹站       | 彩虹站       | Choi Hung     | 1979年10月1日  | 1.44          | 7.58          |           | 香港 特別行政区 | 黄大仙区 |
| 鑽石山駅 | 鑽石山站     | 钻石山站     | Diamond Hill  | 1979年10月1日  | 0.95          | 8.53          | ■屯馬線   | 香港 特別行政区 | 黄大仙区 |
| 黄大仙駅 | 黃大仙站     | 黄大仙站     | Wong Tai Sin  | 1979年10月1日  | 0.81          | 9.34          |           | 香港 特別行政区 | 黄大仙区 |
| 楽富駅 | 樂富站       | 乐富站       | Lok Fu        | 1979年10月1日  | 0.93          | 10.27         |           | 香港 特別行政区 | 黄大仙区 |
| 九龍塘駅 | 九龍塘站     | 九龙塘站     | Kowloon Tong  | 1979年10月1日  | 1.00          | 11.27         | ■東鉄線   | 香港 特別行政区 | 九龍城区 |
| 石硤尾駅 | 石硤尾站     | 石硖尾站     | Shek Kip Mei  | 1979年10月1日  | 1.26          | 12.53         |           | 香港 特別行政区 | 深水埗区 |
| 太子駅 | 太子站       | 太子站       | Prince Edward | 1982年5月10日  | 0.80          | 13.33         | ■荃湾線   | 香港 特別行政区 | 油尖旺区 |
| 旺角駅 | 旺角站       | 旺角站       | Mong Kok      | 1979年12月31日 | 0.59          | 13.92         | ■荃湾線   | 香港 特別行政区 | 油尖旺区 |
| 油麻地駅 | 油麻地站     | 油麻地站     | Yau Ma Tei    | 1979年12月22日 | 0.76          | 14.68         | ■荃湾線   | 香港 特別行政区 | 油尖旺区 |
| 何文田駅 | 何文田站     | 何文田站     | Ho Man Tin    | 2016年10月23日 | 1.80          | 16.48         | ■屯馬線   | 香港 特別行政区 | 九龍城区 |
| 黄埔駅 | 黃埔站       | 黄埔站       | Whampoa       | 2016年10月23日 | 0.84          | 17.32         |           | 香港 特別行政区 | 九龍城区 |
| 注釈 |              |              |               |                |               |               |           |                 |          |
| a d 沙田至中環線計画のうち、大囲 - 紅磡間の全線開業は2021年末の予定。このうち鑽石山駅を含む部分が2020年に開業した。 b 油麻地駅は乗換駅だが対面乗り換えができないため、黄埔駅への延伸前車内放送では当駅での乗り換えを案内していなかった。 c 旺角駅は東鉄線旺角東駅とは接続していない。しかしスカイウォークで10分から15分で徒歩連絡ができる。 e 地鐵公司が提出した観塘線延伸案によると、観塘線は油麻地駅から何文田駅及び黄埔駅に至るとされており、沙田至中環線と交差するとしている。 f 観塘線の現在のルートは荃湾線の新路線として開通したものがあり、荃湾線の使用開始日時を基準としている。 |              |              |               |                |               |               |           |                 |          |